# Esther Gorintin
Esther Gorintin, née Esther Gubinska le 24 janvier 1913 à Sokółka en Pologne près de la grande forêt de Białowieża et morte le 11 janvier 2010 à Paris 14e,, est une actrice française d'origine polonaise.

## Biographie

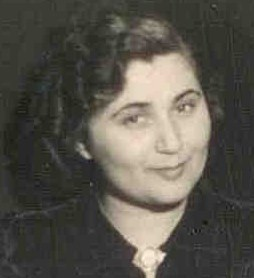
Esther Gorintin en 1949.

Esther Gubinska naît dans une famille juive à Sokółka dans une bourgade de Lituanie, faisant alors partie de l'Empire russe. À la suite de l'indépendance de la Pologne en 1920, elle devient Polonaise.
Pour faire des études supérieures, puisque la Pologne impose une législation antisémite et un numerus clausus limitant l'accès des Juifs à l'université, Esther Gubinska émigre en France en 1932 et s'inscrit à la Faculté de médecine de Bordeaux pour faire des études de chirurgie dentaire. C'est là qu'elle rencontre et épouse David Gorinsztejn, comme elle Juif polonais étudiant en chirurgie dentaire.

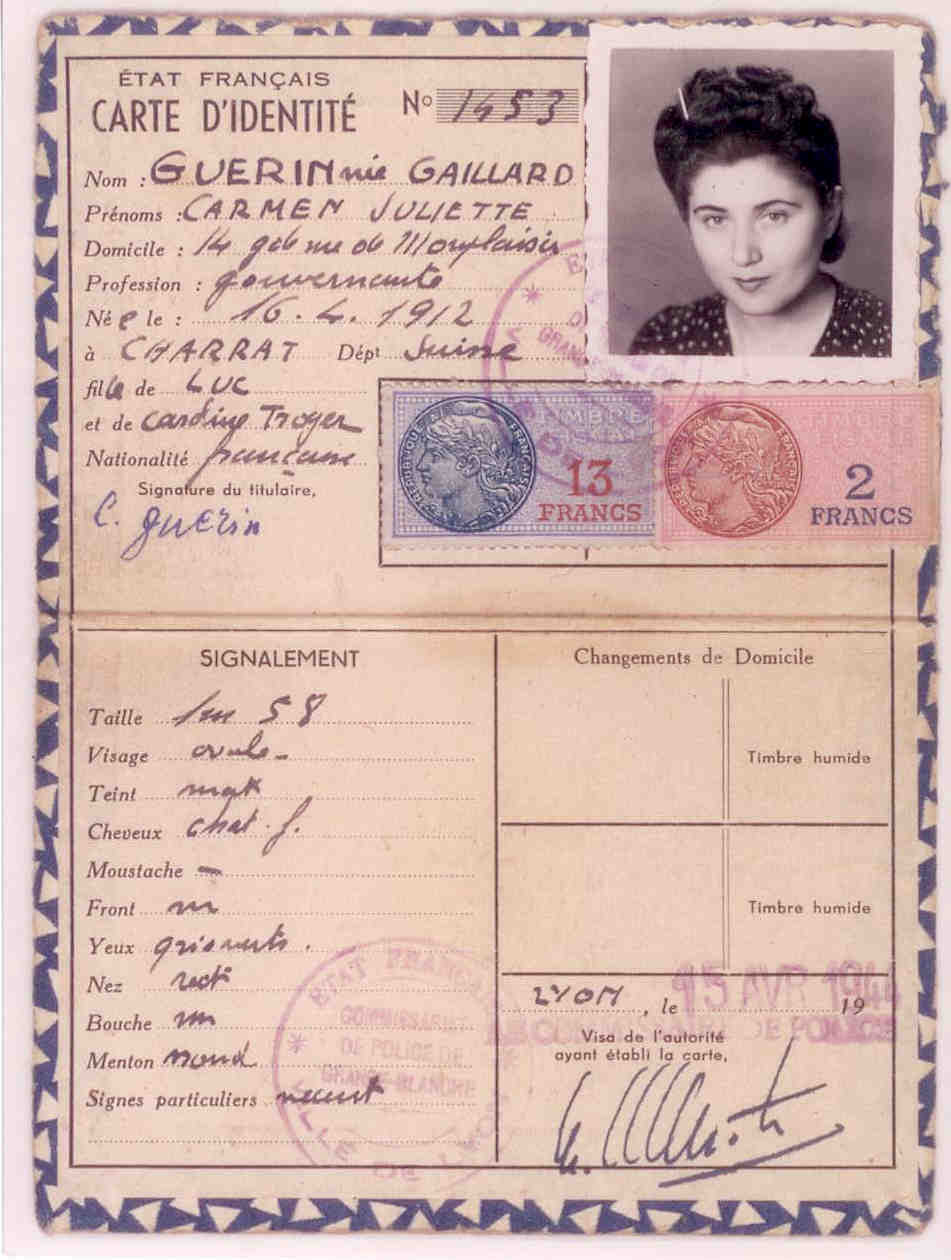
Fausse carte d'identité d'Esther Gorinsztejn sous le nom d'Esther Gorintin, 1944

Durant l'Occupation, elle est victime des persécutions nazies à Bordeaux puis à Lyon où elle habite à partir de 1942. Elle est sauvée de la déportation, notamment grâce à des policiers français résistants. Après la Libération, elle apprend que sa famille restée en Pologne a péri avec toute la communauté juive de Sokółka, exterminées par les Nazis durant la Seconde Guerre mondiale.
Avec son mari David, qui a également perdu sa famille dans les mêmes conditions, elle décide alors de renoncer à retourner en Pologne et s'installe définitivement à Paris. Ils sont naturalisés français en 1948. À cette occasion, ils simplifient leur nom en Gorintin. David Gorintin meurt en 1988.
C'est seulement dix ans plus tard qu'Esther Gorintin fait ses débuts au cinéma en 1998, à l'âge de 85 ans, grâce au réalisateur Emmanuel Finkiel qui l'engage pour jouer le rôle d'une vieille dame juive parlant russe, yiddish et français dans le film Voyages. Remarquée par des réalisateurs à la sortie de Voyages, elle tournera dans plus de dix films, notamment des rôles principaux (en particulier dans Depuis qu'Otar est parti... de Julie Bertuccelli). Elle incarne son dernier rôle en 2008 à l'âge de 95 ans.
Avant de commencer sa carrière cinématographique, Esther Gorintin pratique en amateur averti la peinture de fleurs et paysages, participant à un certain nombre de salons. Elle fait partie dès le début des années 1990 des très rares supporters des efforts pour la renaissance du Carnaval de Paris. À ce titre, elle est nommée, peu de temps avant sa disparition, présidente d'honneur des associations Droit à la Culture, organisatrice de cette fête, Cœurs Sœurs, organisatrice du Carnaval des Femmes, Fête des Blanchisseuses et de la Compagnie Carnavalesque Parisienne « Les Fumantes de Pantruche ».
Elle a vécu depuis la fin des années 1940 jusqu'à sa mort en 2010 au 80, rue de Rivoli à Paris. Esther Gorintin est inhumée au cimetière parisien de Bagneux dans le caveau de l'association des anciens combattants juifs dont son mari David faisait partie (division 55).
En 2014, est sorti le documentaire Estherka de David Quesemand, qui est consacré à son parcours hors du commun (en particulier à ses dix dernières années) et à sa personnalité attachante et singulière.

## Filmographie

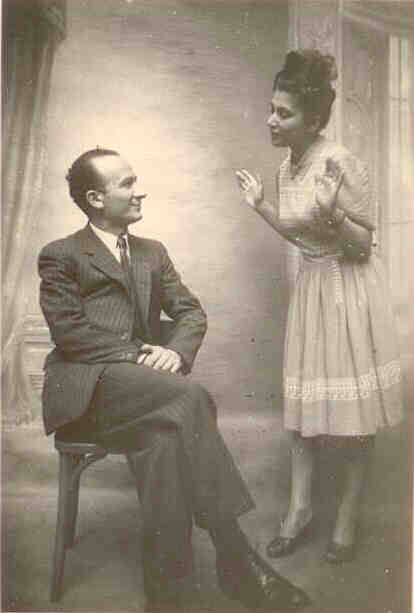
Esther Gorintin à 34 ans avec son mari David en 1947.

### Cinéma
- 1999 : Voyages d'Emmanuel Finkiel : Vera'
- 2001 : Imago (Le Fil perdu) : Mme Douce
- 2001 : Le Stade de Wimbledon de Mathieu Amalric : Ljuba Blumenthal
- 2002 : Carnages de Delphine Gleize : Rosie
- 2003 : Depuis qu'Otar est parti... de Julie Bertuccelli : Eka
- 2004 : Le Grand Rôle de Steve Suissa : la grand-mère de Simon
- 2005 : Les Mots bleus d'Alain Corneau : Baba
- 2005 : Familles à vendre de Pavel Lounguine : Esther
- 2005 : L'Enfer de Danis Tanovic : vieille dame
- 2006 : Call Me Agostino de Christine Laurent : Marie
- 2006 : L'Homme qui rêvait d'un enfant de Delphine Gleize : la mère d'Alfred
- 2014 : Estherka, documentaire de David Quesemand : elle-même

Courts-métrages
- 2002 : Varsovie-Paris
- 2003 : L'Ombre des fleurs : la grand-mère
- 2007 : Résistance aux tremblements[8] d'Olivier Hems : la vieille dame

### Télévision
- 2008 : Drôle de Noël de Nicolas Picard-Dreyfuss : Flora Pasquier